# Peter Kuß
Peter Kuß wurde im Jahr 1973 mit dem TV Großwallstadt Deutscher Meister im Feldhandball. Er warf im Finale acht Tore, die mit zum Endergebnis von 13:10 gegen den SVH Kassel führten. Dies war der erste Deutsche Meistertitel für den TVG auf dem Feld, dem sechs Deutsche Meistertitel im Handball in der Halle folgten.